# Isla Foyn

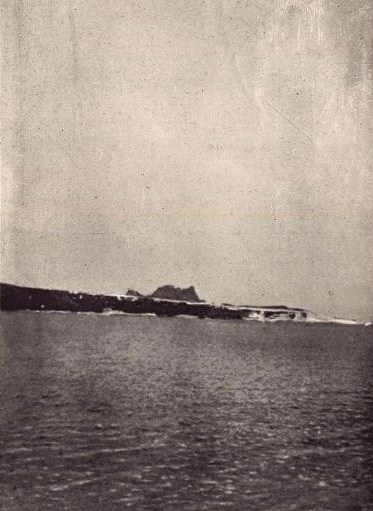
Fotografía de la isla Foyn en 1895, tomada por Henrik Bull.

La isla Foyn, también conocida como la isla Svend Foyn, es la segunda isla más grande de las islas Possession, en la Antártida Oriental. Está situada a 6 kilómetros, unas 4 millas, al suroeste de la isla Posesión. Una colonia de pingüinos adelaida cubre gran parte de la isla lo cual hace que a menudo se incluya en el itinerario de los cruceros antárticos.

## Historia
La isla fue explorada por una expedición de barcos balleneros noruegos durante los 1894–1895, dirigida por Henrik Johan Bull y capitaneada por Leonard Kristensen en el barco Antarctic. La isla recibió el nombre de Svend Foyn, patrocinador principal de la expedición.

### Sitio histórico
El 16 de enero de 1895 la expedición noruega erigió en la isla un poste de mensajes con un buzón adjunto. Fue examinado y encontrado intacto por la Expedición Southern Cross de 1898–1900, y posteriormente fue avistado desde la playa por el rompehielos USS Edisto en 1956 y el también rompehielos USCGS Glacier en 1965. El sitio ha sido designado como Sitio y Monumento Histórico de la Antártida dándole la designación «HSM 65», siguiendo una propuesta de Nueva Zelanda, Noruega y el Reino Unido en la Reunión Consultiva del Tratado Antártico.

## Reclamación territorial
La isla es reclamada por Nueva Zelanda como parte de la Dependencia Ross, pero esta reclamación está sujeta a las disposiciones del Tratado Antártico. El país reclamante la denomina Foyn Island.